# 도장 (무술)

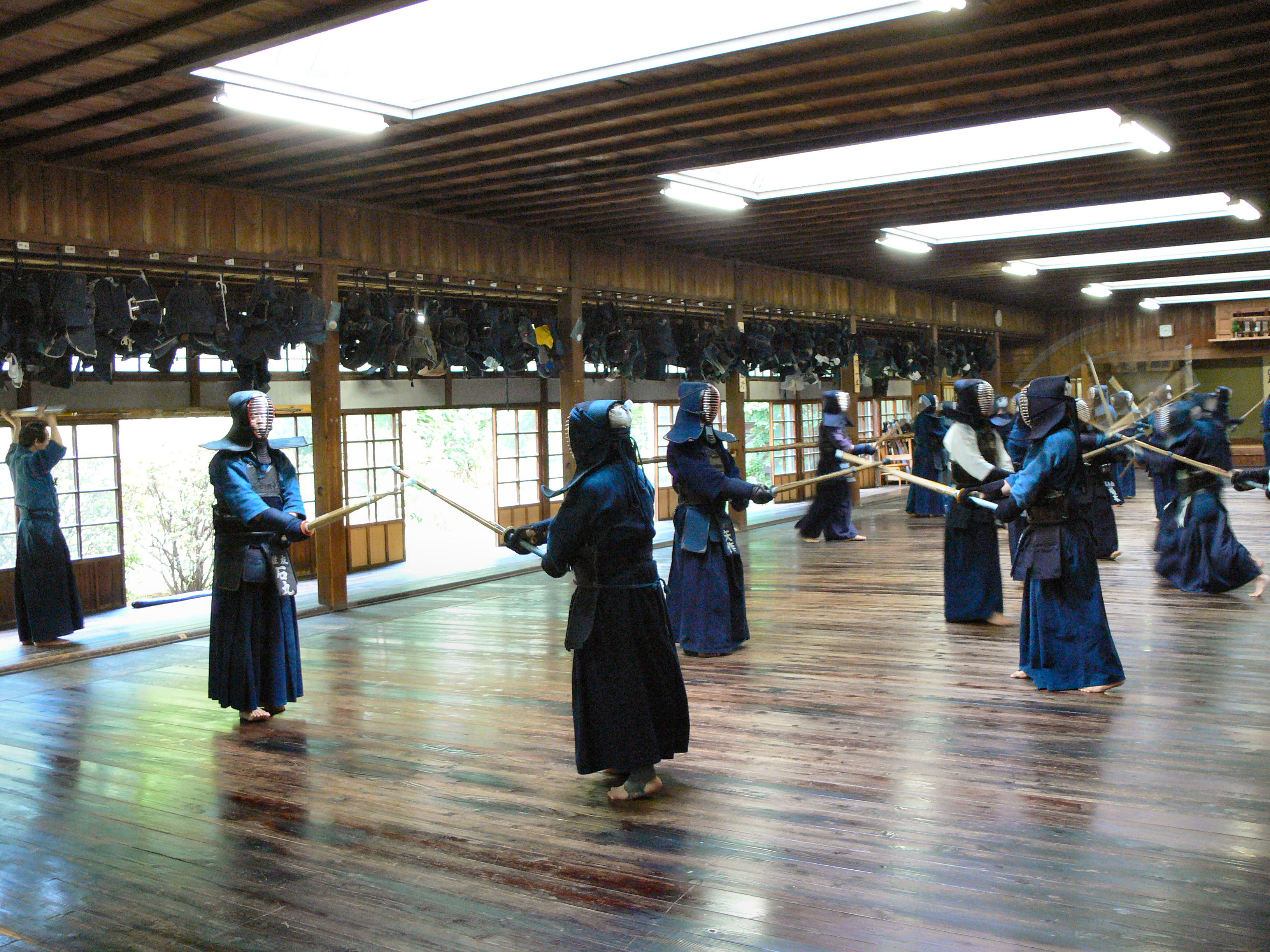
노마 도장

도장(일본어: 道場 도조[*])은 일본의 무술 (합기도, 검도, 유도 등), 격투기 등의 단련, 연습, 시합, 경기 등이 이루어지는 시설이다.

## 개요
일본의 도장은 대부분 "유파" (일본어: 流派 류하[*])에 속하며, 간판 또는 이름판에 자신들의 도장이 속한 유파의 이름을 적어둔다. 규모가 큰 유파는 지역마다 각 지역을 묶는 하위 조직이 존재하며, 그 상위에도 여러 하위 조직을 묶는 조직이 또 존재하여 최종적으로 유파의 근거지에 해당하는 도장 (유도의 강도관 등)으로 연결된다. 도장은 기술 교습을 위해 세운 것과 개인의 단련을 위해 세운 것으로 나뉜다. 기술 교습을 위해 세워진 경우에는 사범이 도장에 들어온 제자들에게 유파의 무술, 격투 기술 등을 가르친다. 이 때 동시에 정신 부분의 훈련도 이루어진다. 도장의 건물은 전용 빌딩을 직접 세우거나, 다세대 빌딩의 일부를 쓰는 경우, 개인 도장의 경우 자택의 일부를 헐어 쓰는 경우도 있다. 일본식 도장에서는 도장 안에 신위를 모시고, 도장의 훈(訓)을 담아둔 액자를 걸기도 하며, 유도장에서는 다타미로, 검도장에서는 판자를 이어붙여 바닥을 만든다.
도장은 센고쿠 시대 말기에 처음으로 시작되었으며, 메이지 유신 이후 한동안 폐지되었다가 가노 지고로가 유도와 그 도장을 새로 만들었다.

## 같이 보기
- 무도관
- 수행
- 체육관
- 경기장